# شهرت عباسوف
شهرت عباسوف (ازبکی: Shuhrat Abbosov/Шуҳрат Аббосов؛ ۱۶ ژانویهٔ ۱۹۳۱ – ۲۵ آوریل ۲۰۱۸) کارگردان فیلم و فیلم‌نامه‌نویس اهل ازبکستان بود.
وی به عنوان یکی از بنیانگذاران صنعت فیلم‌سازی در ازبکستان است. عباسوف همچنین برندهٔ جوایزی همچون جایزه هنرمند مردمی اتحاد جماهیر شوروی شده‌است. 